# 弗拉基米尔·伊万诺维奇·亚库宁
弗拉基米尔·伊万诺维奇·亚库宁（1948年6月30日—，出生于苏联弗拉基米尔，俄罗斯私营企业家，俄罗斯铁路股份公司总裁。

## 早年生活
弗拉基米尔·伊万诺维奇·亚库宁出生于苏联弗拉基米尔州一个叫梅兰季的小城，父亲是苏联边防大队飞行员，母亲是会计。他14岁前一直是在苏联爱沙尼亚度过的。1964年，父亲退伍以后，全家迁到列宁格勒（今天的圣彼得堡）。

## 职业生涯
弗拉基米尔·伊万诺维奇·亚库宁在列宁格勒机械学院学习飞行器制造专业，并于1972年毕业，获得机械工程师职称，专门从事远程弹道火箭的设计和维修。
1972年至1975年，弗拉基米尔·伊万诺维奇·亚库宁在国家应用化学研究所工作。
1975年，应征入伍。
部队退役后，自1977年至1982年，在苏联对外经济贸易部国家管理委员会任高级工程师。
1982年至1985年，在苏联科学院伊奥菲物理技术研究所外事处担任主任。
1985年至1991年，弗拉基米尔·伊万诺维奇·亚库宁在苏联常驻联合国机构工作，从1988年起担任一等秘书。
1991年初，进入商界，创建“国际商业合作中心”，并担任董事会主席。
1997年，他重返公职，在俄罗斯总统监察总局西北联邦区监察局担任局长。
2000年12月7日至2002年2月，担任俄罗斯运输部副部长，部长为谢尔盖·福兰克，全面负责俄罗斯远洋商船队发展和俄罗斯港口业发展。
2002年2月8号至2003年10月22号，担任交通部副部长，根纳季·法杰伊耶夫任部长。
2003年10月24日在由根纳季·法杰伊耶夫领导的“俄罗斯铁路”股份公司担任副总裁。“俄罗斯铁路”股份公司于2003年9月8日根据俄联邦政府第585号文件批准成立。
根据2005年6月14号颁布的786政府命令，2005年7月15日弗拉基米尔·伊万诺维奇·亚库宁被任命为“俄罗斯铁路”股份公司总裁。之后，根据2008年6月12号颁布的843政府命令，2011年6月10号颁布的987政府命令 和2014年8月25号颁布的1606政府命令，亚库宁三次连任总裁。
2012年12月12号在巴黎举行的国际铁路联盟大会上被任命为主席。2014年3月在改选会议上，一致决定亚库宁连任第二届大会主席。

## 学术活动
2005年弗拉基米尔·伊万诺维奇·亚库宁的副博士论文《新时期俄罗斯铁路交通领域的地缘战略开发体系》通过答辩。
自2006年1月，亚库宁在俄罗斯科学院国家管理模式设计和问题分析中心督导委员会担任学术指导和主席。
2007年亚库宁博士论文《现代俄罗斯社会国家政治的形成机制和进程》通过答辩，获得政治学博士学位。
自2010年底担任莫斯科国立罗蒙诺索夫大学政治系国家政治教研室主任。
受聘为斯德哥尔摩经济学院名誉教授。

## 学术专著
- «俄罗斯地缘战略形成-交通运输» (2005年)
- «交通政治学—交通发展的政治层面» (2006年)
- «当今俄罗斯国家政策的形成-理论和实践的问题» (2006年)

## 社会公益活动
弗拉基米尔·伊万诺维奇·亚库宁担任塔夫斯塔诺果夫话剧院督导委员会委员、俄罗斯国家荣誉中心督导委员会主席和“最早蒙召的安德烈基金会“主席。
这些组织机构还积极资助同俄罗斯东正教会活动相关的实施方案。同时为救助孤儿和残疾儿童，2007年创建成立了儿童慈善救助基金会«让我们展开翅膀！»亚库宁担任基金会督导委员会领导。他本人的公司也为基金会方案的实施提供赞助，其中包括协助家庭寄养儿童，帮助孤儿，残疾儿童适应社会。
担任 “文明对话” 世界公众论坛主席，«青年时代运动»组织的“文明对话” 罗得青年论坛评审委员会委员。

## 荣誉[7][8]
• 2008年6月16号荣获四级“为祖国立功”勋章，以表彰他的忠于职守和他在发展铁路交通工作中做出的巨大贡献。
•  2006年8月10号荣获“光荣”勋章，以表彰他的忠于职守，在发展铁路交通工作中做出的巨大贡献。
• 2007年10月22号荣获“为铁路发展”奖章，以表彰他在发展铁路交通工作中做出的重大贡献，获得的劳动成果。
• 荣获“战斗功绩”奖章（苏联时期）。
• 2002年6月14日荣获“立陶宛大公格季米纳斯”勋章。
• 荣获“俄罗斯铁路荣誉员工”奖章。
• 2009年9月25日荣获一级“为阿尔泰边疆区立功”勋章，以表彰为阿尔泰边疆区社会经济发展做出的巨大贡献。
• 2011年荣获奥地利授予的“为奥地利立功”奖。
• 2006年7月21号荣获吉尔吉斯斯坦共和国授予的“和平使者”勋章，以表彰为俄吉两国经济发展做出的贡献。
• 2009年荣获阿塞拜疆共和国授予的“友谊”勋章，以表彰为加强两国合作和相互关系做出的卓越贡献。
• 2011年7月9号荣获意大利共和国授予的“大军官勋位功绩”勋章，以表彰为意大利和俄罗斯两国在文化，经济和政治领域的发展做出的贡献。
• 荣获亚美尼亚共和国授予的“光荣”勋章，以表彰为加强亚美尼亚和俄罗斯两国在经济领域的发展合作做出的杰出贡献。
• 2008年荣获俄罗斯东正教会授予的一等“莫斯科大公圣丹尼尔”勋章。
• 2009年荣获俄罗斯东正教会授予的一等“圣安德烈·鲁布列夫”勋章。
• 2005年荣获俄罗斯东正教会授予的二等“圣谢拉菲姆·撒洛夫斯基”勋章。
• 2008年俄罗斯穆夫提委员会授予的一等“诚实”勋章，以表彰为发展和加强文明见对话思想，为宣传具有不同宗教传统的人民和平相处的理念而做出的贡献 。
• 2005年荣获塞尔维亚东正教会授予的一等“圣萨韦”勋章，以表彰对塞尔维亚人民和塞尔维亚东正教会的关爱。
• 2004年荣获耶路撒冷东正教会授予的“圣格洛布”勋章， 以表彰为发展和加强文明对话理念，为全体东正教祈祷«为耶路撒冷祈求和平»的组织工作做出的贡献。
• 2009年荣获捷克和斯洛伐克东正教教会授予的“圣平等使徒基里尔和米佛基”勋章，以表彰为加强俄罗斯，捷克和斯洛伐克人民的友谊做出的贡献。
• 2012年8月9号荣获西班牙授予的“公民功勋大十字”勋章，以表彰为加强俄罗斯和西班牙两国双方关系做出的杰出贡献。
• 2012年6月25日荣获法国文艺复兴联合会授予的金质奖章，以表彰为加强和发展俄法两国关系做出的贡献。
• 2010年荣获安提阿东正教教会授予的“圣徒彼得与帕维尔”勋章，以表彰造福东正教教会 。
• 2010年荣获美国东正教教会授予的二等“因诺肯季圣徒”勋章。
• 2008年6月30日荣获俄罗斯联邦政府荣誉证书，以表彰多年的忠于职守。
，为保障铁路交通的顺利运行做出的巨大贡献。
• 2005年荣获俄罗斯交通部授予的“帕维尔·缅里尼克夫”奖章，以表彰为俄罗斯铁路综合发展做出的贡献。
• 2009年荣获俄罗斯总统特别方案总局授予的“积极促进保障特别方案”奖章，以表彰亚库宁在完成俄罗斯联邦总统令《俄罗斯联邦动员问题》的组织工作。
•  2009年荣获俄罗斯内务部国家汽车督察机关授予的“交通运输警察90周年”奖章。
•  2000年荣获“最早蒙召的安德烈基金会”授予的国际奖金“信任与忠诚”，以表彰为加强国家机制和积极参与落实创建“人民光荣中心”做出的贡献。
• 荣获英国全球化公益组织授予的“积极参加社会公益活动奖”。
• 荣获科技领域俄联邦政府奖金。
• 荣获法国授予的最高奖章“法国荣誉军团勋章”。
• 2011年荣获哈萨克斯坦授予的“友谊勋章”。
2007年10月，被授予“俄罗斯铁路股份公司光荣铁路人”奖，以表彰亚库宁为铁路交通改革措施的实现， 为拟定俄罗斯铁路发展战略， 为保障建设性的社会政策实施，为俄罗斯联邦国家权力机关同俄罗斯联邦主体起到有效的相互作用 及 促进同国外铁路部门和国际组织的相互作用做出的贡献。

## 制裁
2014年3月20日亚库宁被美国政府以俄在乌克兰制造动乱为由被列入禁止进入美国境内的黑名单，禁止他所有在美国的活动，而且还禁止他本人及他的公司同美国个人及公司之间的商业活动。

## 辞任俄罗斯铁路总裁
2015年8月亚库宁公式上从俄罗斯铁路股份公司的总裁一职退任，但2015年10月媒体报导实际上他是被撤职，导火线是亚库宁家族一直以来的贪腐行为以及其居于英国负责当地酒店业务的儿子安德烈申请英国护照，后者的行为被总统普京视为卖国而遭受处分。